# أنادير
أنادير (الروسية: Анадырь) هي إحدى مدن روسيا وعاصمة دائرة تشوكوتكا ذات الحكم الذاتي. يبلغ عدد سكانها 13,045 نسمة (حسب إحصاء عام 2010).

## تاريخ
تأسست المدينة في بداية الأمر كمخفر حدودي عام 1649 وأُزيل هذا المخفر عام 1771. في عام 1889 أعاد مسؤول المنطقة بناء المخفر وسمّاه «مارينسك الجديد» على شرف الإمبراطورة ماريا فيودوروفنا زوجة القيصر ألكسندر الثالث. لقد كان تأسيس المخفر لتلبية المصالح الجيوسياسية للدولة الروسية بسبب الخلافات بينها وبين الولايات المتحدة الأمريكية على الجزء الشمالي للمحيط الهادئ. لذا صدرت أوامر القيصر عام 1888 بتقوية وتدعيم حدود الدولة الشمالية الشرقية وتم تشكيل قضاء أنادير.
بعد إعادة تأسيس المخفر بدأت البعثات العلمية الروسية تنطلق من هذا المخفر. ونظراً لموقعه الاستراتيجي جذب هذا المكان اهتمام التجار الروس والأجانب العاملين في مجالي استخراج الذهب وصيد الأسماك. وبعد اكتشاف رمال الذهب عام 1906 على مسافة قريبة من البلدة تم تأسيس شركة مساهمة تشرف على عمليات استخراج الذهب وبيعه.
في عام 1914 اكتمل بناء إحدى أقوى محطات البث الإذاعي في روسيا التي بفضلها كانت البلدة على اتصال دائم مع بيتروبافلوفسك وأخوتسك وغيرها.
في عام 1923 أصبح اسم البلدة رسميا بلدة أنادير. لقد بدأ توسع البلدة بعد تأسيس دائرة تشوكوتكا الوطنية عام 1930 حيث أصبحت أنادير مركزا لها عام 1932.
في عام 1935 تم تأسيس محطة أبحاث المنطقة المتجمدة الأزلية التابعة لٱكاديمية العلوم السوفيتية. كان عدد نفوس المدينة في بداية عام 1941 بحدود 3100 نسمة ساهم -كثرهم في بناء المطار العسكري لإستقبال الطائرات العسكرية من فانكوفر وانطلاقها إلى جبهات القتال في الحرب الوطنية العظمى (1941 - 1945)نص الصفحة.
في عام 1958 افتتحت مدرسة الموسيقى والفنون الشعبية وثانوية مهنية. وفي عام 1961 تم إنشاء الميناء البحري، وفي عام 1963 اكتمل إنشاء السد على نهر كازاتشكا حيث ساعد هذا على تأسيس شبكة المياه في المدينة.
في السبعينات من القرن الماضي أسست بعض المؤسسات الصناعية. عام 1980 أصبحت المدينة المركز الإداري لدائرة تشوكوتكا ذات الحكم الذاتي.